# Cryptolepis nugaalensis
Cryptolepis nugaalensis là một loài thực vật có hoa trong họ La bố ma. Loài này được Venter & Thulin mô tả khoa học đầu tiên năm 2006.